# Асылбеков, Малик-Айдар Хантемирович
Малик-Айдар Хантемирович Асылбеков (15.1.1929, Кызылкум, ныне пос. Шардара, Южно-Казахстанская область — 20.05.2015), учёный, доктор исторических наук (1974), профессор (1983), академик НАН РК (2003).Асылбекова!
Окончил Шымкентский учительский институт (1948), КазГУ (1959).
С 1959 года занимался научно-исследовательской работой в Институте истории, археологии и этнографии. В 1984-1985 годах заместитель директора этого же института. Более 130 научных работ, посвященных социально-демографическим процессам 2-й половины XIX-XX в., формированию национальных кадров в промышленности.
Сочинения: Формирование и развитие кадров железнодорожников Казахстана (1907-1970), Рост индустриальных кадров рабочего класса Казахстана (1946-1965), Демографические процессы современного Казахстана (1995) (совместно с В. В. Козиной).
Асылбеков Малик-Айдар Хантемирович — автор около 150 научных и научно-популярных работ, среди них около 20 монографий, коллективных трудов и брошюр. В них исследованы проблемы истории первой русской революции (1905-1907), двух революций 1917 г., социально-экономического развития Казахстана в XIX-XX вв., истории рабочего класса республики, начиная с его формирования до наших дней. Руководил группой ученых по изучению актуальной и дискуссионной проблемы «Социальные и национальные изменения в составе населения Казахстана (1897-1992)».
Большое внимание уделял педагогической деятельности. Соавтор пятитомной «Истории Казахской ССР», ответственный редактор и один из основных авторов трехтомного обобщающего труда «История рабочего класса Казахстана».

## Биография
Происходит из рода катаган племени шанышкылы.
Окончил Шымкентский учительский институт (1948), КазГУ (1959).
С 1959 года занимался научно-исследовательской работой в Институте истории, археологии и этнографии. В 1984—1985 годах заместитель директора этого же института. Более 130 научных работ, посвященных социально-демографическим процессам 2-й половины XIX—XX в., формированию национальных кадров в промышленности.

## Сочинения
- Формирование и развитие кадров железнодорожников Казахстана (1907—1970). — А.-А., 1973.
- Рост индустриальных кадров рабочего класса Казахстана (1946—1965). — А.-А., 1976.
- Демографические процессы современного Казахстана. — А., 1995 (совместно с В. В. Козиной).